# سيونيكس

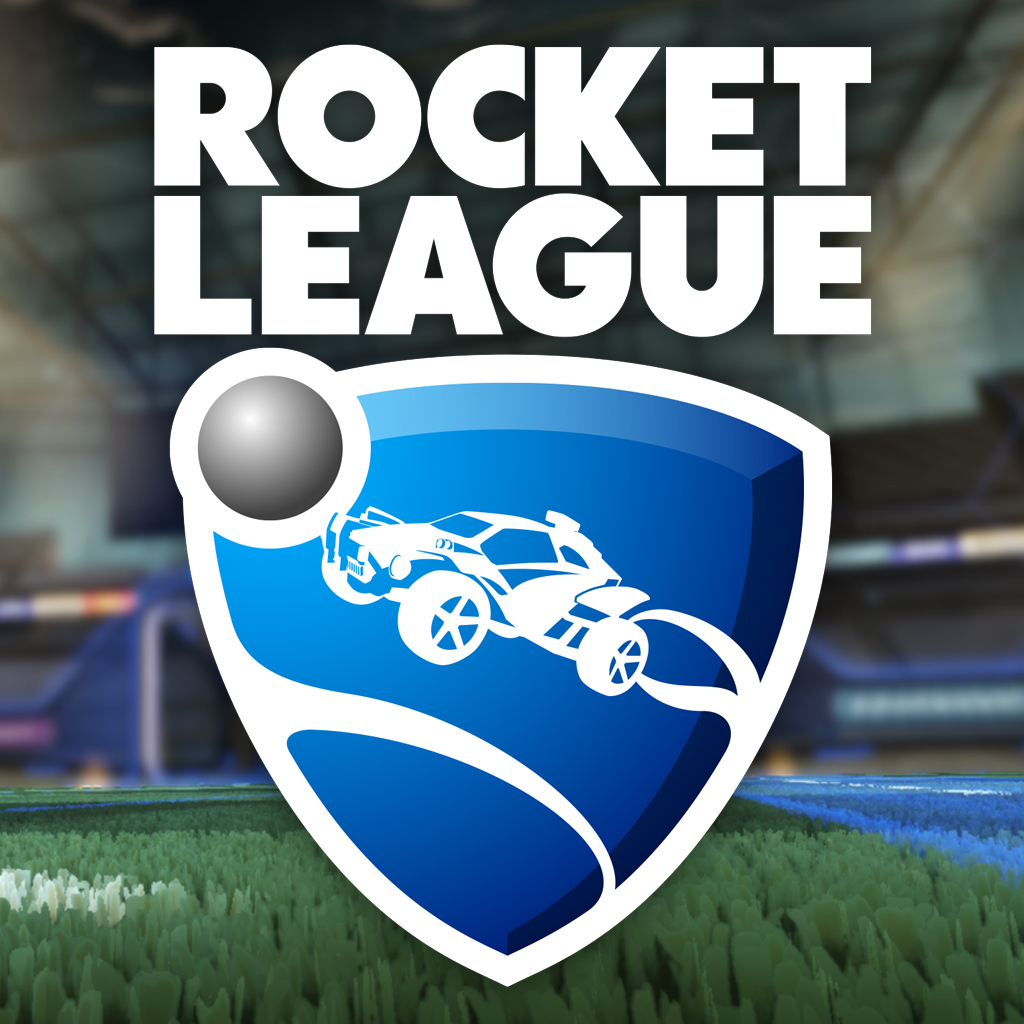
شعار لعبة روكيت ليغ

تأسست سيونيكس في عام 2000 على يد ديفيد هيقوود، بعد أن طور سابقًا برامج مختلفة لإنترنت والوسائط المتعددة.  كان أول مشروع لها هو بروتوس (Proteus)، والذي تم إلغاؤه.  انتقلت سيونيكس وفريقها بأكمله في ديسمبر 2009 من مدينة رالي، بولاية نورث كارولينا ، إلى مكاتب جديدة في سان دييغو. 

## الألعاب المطورة
| سنة  | لقب                                                | منصة (ق)                                                                                    | الناشر (ق)    |
| ---- | -------------------------------------------------- | ------------------------------------------------------------------------------------------- | ------------- |
| 2008 | جنون الوحش: خطر جسيم                               | بلاي ستيشن 3                                                                                | ساوث بيك غيمز |
| 2008 | سيارات قتال أكروباتية تعمل بالصواريخ أسرع من الصوت | بلاي ستيشن 3                                                                                | بسيونيكس      |
| 2009 | أزيز                                               | مايكروسوفت ويندوز                                                                           | بسيونيكس      |
| 2012 | سرب ARC                                            | آي أو إس                                                                                    | بسيونيكس      |
| 2013 | سرب ARC: إعادة                                     | أندرويد وآي أو إس                                                                           | بسيونيكس      |
| 2015 | دوري الصواريخ                                      | لينكس وماك أو إس ومايكروسوفت ويندوز ونينتندو سويتش وبلاي ستيشن 4 وبلاي ستيشن 5 وإكس بوكس ون | بسيونيكس      |
| 2021 | روكيت ليغ                                          | أندرويد و آي أو إس                                                                          | إيبك غيمز     |

1. 1 2  hal (24 مارس 2004). "BU Interviews: Psyonix". BeyondUnreal. مؤرشف من الأصل في 2021-12-12. اطلع عليه بتاريخ 2016-11-29.
2. ↑  Hagewood، Dave (17 ديسمبر 2009). "Psyonix, Inc. Moves into New San Diego Office". غيماسوترا. مؤرشف من الأصل في 2021-10-13. اطلع عليه بتاريخ 2016-11-29.

## روابط خارجية
- الموقع الرسمي